# Blåsjø
Blåsjø er den niendestørste sø i Norge (nummer ti, hvis man regner Svellet som en del af Øyeren). Den er kunstig og er dannet ved at opdæmme en række mindre søer. Søen ligger i kommunerne Bykle i Agder samt Hjelmeland og Suldal i Rogaland fylker.
Blåsjø er reguleret og fungerer som vandmagasin for Ulla-Førreværkerne og har en samlet installeret effekt på 2.100 MW. Søen har et energipotentiale på ca. 7,8 TWh. Omkring Blåsjø er der elleve dæmninger, hvoraf flere er blandt Norges største:
- Oddatjørndæmningen er en stenfyldningsdæmning med tætningskerne af morænemasse; med sine 142 m er den Norges højeste stenfyldingsdæmning.
- Storvassdæmningen er en stenfyldningsdæmning med tætningskerne af asfalt; med sine 9,7 mill. m³ sten er den Norges største.
- Førrevassdæmningen er en betondæmning med oversvømmelsesoverløb; dæmningen er Norges største betondæmning. Den er 1.300 m lang, og 255.000 m³ beton gik til at bygge den. Dæmningen fik i 1989 æresprisen Betongtavlen.

Til Blåsjø overføres der vand fra Skorpevadshølen, og Saurdal kraftværk kan både tappe og pumpe vand fra og til Blåsjø. Pumpningen sker fra Sandsavatnet. Blåsjø reguleres mellem 1.055 og 930 moh. og er et flerårigt magasin.
Målt i energiindhold er Blåsjø det største kraftmagasin i Norge.
- Storvassdæmningen
- Oddatjørndæmningen
- Førrevassdæmningen
- Førrevassdæmningen går over Førrejuvet